# داوود شعبانی نصر
داوود شعبانی نصر (زادهٔ ۱۱ مرداد ۱۳۲۵) معروف به تورج نصر، صداپیشه، گوینده و بازیگر سینما و تلویزیون است.

## پیشینه
او کار دوبله را از سال ۱۳۵۲ شروع کرده و همزمان کار در تئاتر را نیز دنبال می‌کرده‌است، سال ۱۳۶۴ وارد عرصهٔ بازیگری در تلویزیون و در سال ۱۳۶۹ وارد سینما شد.
تورج نصر به عنوان یک دوبلور مکمل در بسیاری از آثار سینمایی، تلویزیونی و کارتون‌ها صحبت کرده و با صدای ویژه خود یک عنصر ارزشمند در کار گروهی دوبله بوده‌است. وی از کمدی گوهای خوب عرصه صداپیشگی محسوب شده و از دوبلورهای خوب نقش لورل (مجموعه فیلم‌های لورل و هاردی) نیز بوده‌است.
با نمایش تلویزیونی وی در نقش «آقای شهروندی» در دهه ۶۰ مورد توجه قرار گرفت و این رل را در سال‌های بعد با نام آقای شرمنده ادامه داد.

## نقطه نظرات تخصصی در حوزهٔ دوبلاژ
متأسفانه تعدادی با سفارش و این‌ها وارد کار شدند که کلاً کار اشتباهی است که اتفاق می‌افتد، تعدادی هم به گمان دستمزدهای عالی وارد این عرصه شدند که خب ماندگاری هم نداشتند.
وی در یکی از گفتگوهای مطبوعاتی خویش می‌گوید: «از کودکی به کار کردن برای بچه‌ها علاقه داشتم و شیطنت‌هایی که از کودکی در وجودم بوده برایم انگیزه شد تا زمانیکه به سمت دوبلاژ آمدم این بخش انیمیشن را برای فعالیتم انتخاب کنم. حال در کنار دوبله انیمیشن، سریال و فیلم هم دوبله می‌کنم اما انیمیشن و کارتون از همان ابتدا برایم شاخص تر بود چراکه خودم بیشتر دوستش دارم. الان هم اگر یک روز انیمیشن دوبله کنم، حال بهتری به نسبت سایر روزها دارم و برایم روز زیبا و خستگی ناپذیری خواهد بود.»

#### سینما
- قیف (۱۴۰۱)
- فیلسوف‌های احمق (۱۳۹۴)
- مبارک (فیلم) (۱۳۹۳)
- پنج تا پنج (۱۳۹۲)
- صداست که می‌ماند (۱۳۹۰)
- تنبل قهرمان (۱۳۸۰)
- عروسی مهتاب (۱۳۷۵)
- حمله خرچنگ‌ها (۱۳۷۱)
- اتل متل توتوله (۱۳۷۰)
- دام نامرئی (۱۳۵۷)
- گذراکبر(۱۳۵۱)
- غرور و تعصب (۱۳۵۵)

#### نقش‌های تلویزیونی
- آقای شهروندی
- هوشیار و بیدار
- کاتب

### سریال تلویزیونی و مجموعه نمایش خانگی
سلمان فارسی ۱۴۰۵
- نارگیل (۱۴۰۰)
- محله گل و بلبل (۱۳۹۷)
- افسانه هزارپایان (۱۳۹۷)
- معمای شاه (۱۳۹۴)
- خورشید شب (شیخ مفید)، ۱۳۷۳

### صداپیشگی (نمونه آثار)

#### کارتون
| شخصیت           | اثر                            | نکات |
| --------------- | ------------------------------ | --- |
| تنسی            | تنسی تاکسیدو                   | یکی از دو گوینده نقش تنسی همراه با مهدی آژیر |
| آقای طوطی       | بسته ناطق                      | یک طوطی سخنگو که همراه با دختری به نام پانی به جنگ با کاکاتریس‌ها می‌رود                                                                                   |
| جوکر            | بتمن: مجموعه پویانمایی قسمت ۱۵ | دلقکی که بزرگ‌ترین دشمن بتمن است و قصد دارد که کل مردم شهر گاتهام را با گاز خنده آورش، دیوانه کند                                                         |
| دانگلار         | کارتون کنت مونت کریستو ۱۹۹۷    | یکی از سه دشمن ادموند دانتس که برای به دست آوردن ثروت، وی را به همراه ژنرال ماندیکو و کله روس، به زندان می‌اندازد.                                        |
| باگزبانی        | لونی تونز: بازگشت به مبارزه    | یک خرگوش بازیگوش و البته خوش شانس و بامزه که رقیب دافی داک به‌شمار می‌آید                                                                                  |
| فایرفلای        | بتمن (انیمیشن سریالی) قسمت ۷   | یک فرد خلافکار که با پوشیدن لباسی خود را کرم شب تاب (فایرفلای) معرفی می‌کند و با بتمن نبرد می‌کند. او می‌تواند پرواز کند و اشعه مرگبار یکی از صلاح‌های اوست. |
| گربه            | گربه سگ                        | گربه شخصیتی بامزه ای از این مجموعه کارتونی است که برادری به اسم سگ دارد که به هم چسبیده‌اند.                                                              |
| پیتر بن گوفی    | کارتون‌های گوفی                 | گوفی کوچک داستان گو که گوفی را به ماجراهای خیالی می‌برد                                                                                                   |
| آورل دالتون     | لایو اکشن دالتون‌ها             | برادر قد بلند و خنگ از برادران دالتون |
| جو دالتون       | پیش به سوی غرب                 | کوتاه قدترین دالتون که رهبری برادران دالتون را به عهده دارد.                                                                                             |
| شیپورچی         | پسر شجاع                       | |
| دارکوب زبله     | وودی وود بیکر                  | |
| اختاپوس         | باب اسفنجی                     | همسایه و دوست باب اسفنجی |
| دانلد داک (فرد) | سرود کریسمس                    | کارتون والت دیزنی ۱۹۸۳ |
| یوگی            | یوگی و دوستان                  | |
| تیموتی (موش)    | دامبو                          | دوست دامبو |
| گروهبان ویلسون  | دره وحشت                       | شرلوک هلمز و دره وحشت (۱۹۸۳) کارتون استرالیایی |
| باربا بیو       | باربا پاپا                     | باربای سیاه نقاش |
| کاپیتان         | جیمبو                          | |
|                 | شهر آجیلی                      | |
| شونل            | ای کیو سان                     | |
|                 | شکرستان                        | مرد نمکی در یکی از قسمت‌ها (۱۳۹۸) |
| آقای تئودور     | باخانمان                       | |
| عمو جغد شاخدار  | بنر (انیمه)                    | |
| عموی بلفی       | بلفی و لی‌لی‌بیت                 | |
| روباه           | دهکده حیوانات                  | |
| گیلی قورباغه    | قصه شهر و بیشه                 | |
| قورباغه         | چوبین                          | |

#### فیلم و سریال خارجی
- آدم کوچولوها (۱۹۶۷) (جغد در جنگل)
- سال‌های دور از خانه (تاتسو نوری)
- هالوها در آکسفورد (لورل و هاردی) - به جای لورل
- گذرگاه تاریک (ساخته دلمر دیوز) - به جای راننده تاکسی (تام دآندرا)
- مردی با طپانچه طلایی
- داستان زندگی
- تنها در خانه به جای مارو